# (5582) 1989 CU8
(5582) 1989 CU8 là một tiểu hành tinh vành đai chính. Nó được phát hiện bởi Henri Debehogne ở Đài thiên văn La Silla ở Chile ngày 13 tháng 2 năm 1989.